# Khujand
Khujand (tidligere Leninabad) er en by i det nordlige Tadsjikistan, der med et indbyggertal (pr. 2014) på cirka 170.000 er landets næststørste by. Byen er hovedstad i provinsen Sughd, og ligger på bredden af Syr Darya-floden.
.